# Дамаянті
Дамаянті (санскр. दमयंती — «приборкувачка», «переможниця») — героїня індуїстської міфології, дружина царя Нали. Один з головних персонажів «Сказання про Налу», що входить до складу «Магабгарати» (книга 3-тя, «Араньякапарва», гл. 50—79).

## Життєпис
Згідно з «Магабгаратою», Дамаянті була дочкою Бгіми — правителя царства Відарбха, який, крім неї, мав трьох синів: Даму, Данту і Дамана. Молоді люди відрізнялися великою фізичною силою, Чоловіком Дамаянті був Нала — легендарний цар Нішадхи, син Вірасени. Дамаянті обрала собі Налу в чоловіки під час сваямвари, надавши йому перевагу перед іншими кандидатами на свою руку, серед яких були навіть боги. Боги дарували свої благословення молодятам, але заздрісний демон Калі присягнув спокусити Налу зі шляху дгарми і розлучити його з прекрасною дружиною. Зрештою це йому вдалося: Нала став грати в кості зі своїм братом Пушкарою, програвши йому свої багатства і царство. Після цього Нала і Дамаянті оселилися в лісі, де незабаром змушені були розлучитися. Налу пройшов через численні труднощі, але, не зважаючи на це, не зійшов зі шляху благочестя. Врешті-решт він зміг подолати вплив Калі і виграти назад своє царство у Пушкари. Після цього Нала і Дамаянті знову зійшлися і провели решту свого життя в щасті і благополуччі.

## Образ Дамаянті в буддійській традиції
- Як установив академік Б. Л. Смирнов, у буддійській традиції Дамаянті стала розглядатися як одне з втілень Будди.

## Галерея

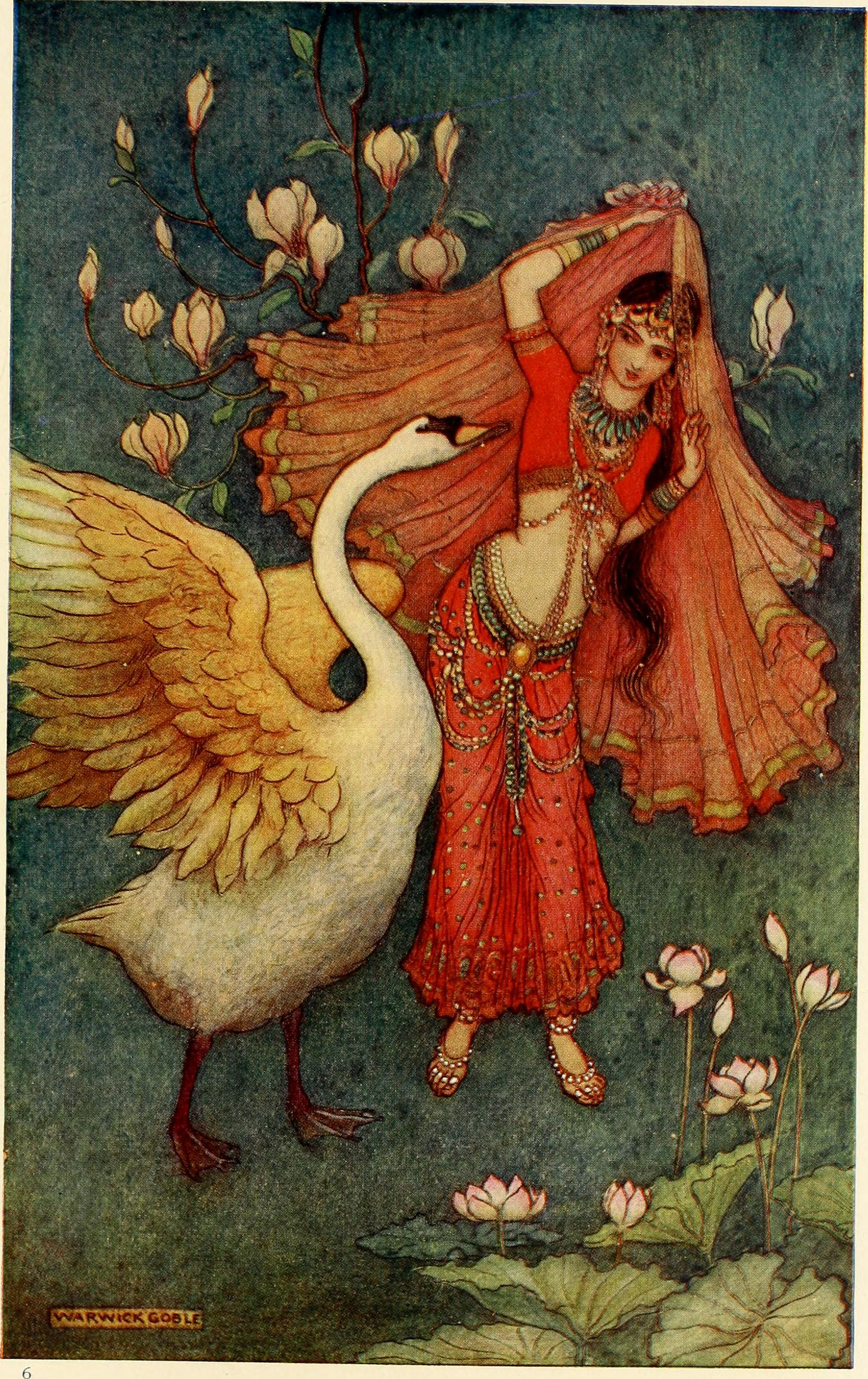
Дамаянті і лебідь, ілюстрація Ворвіка Ґобла[en] з книги «Індійські міфи і легенди»
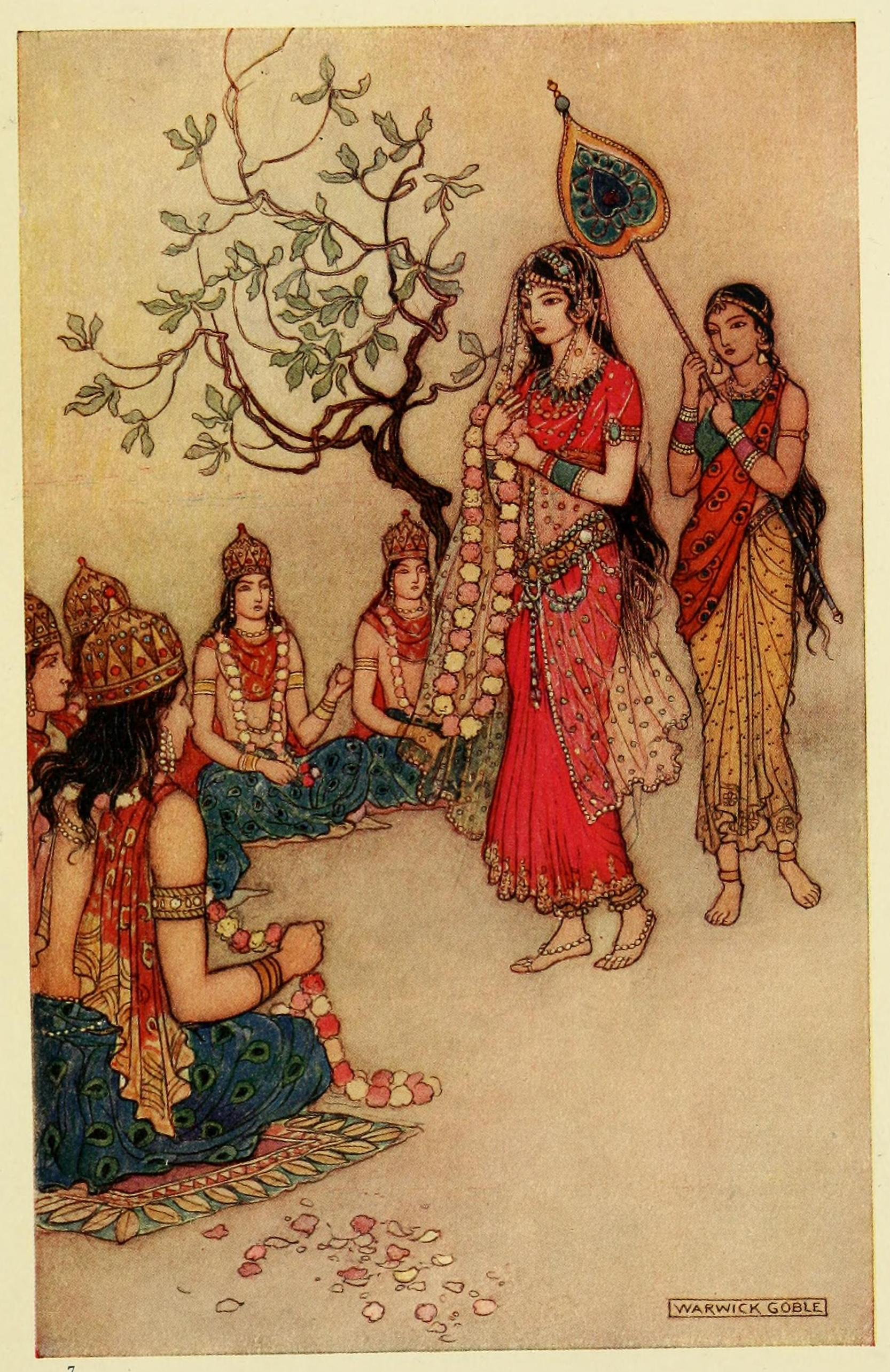
Дамаянті вибирає чоловіка, ілюстрація Ворвіка Ґобла.
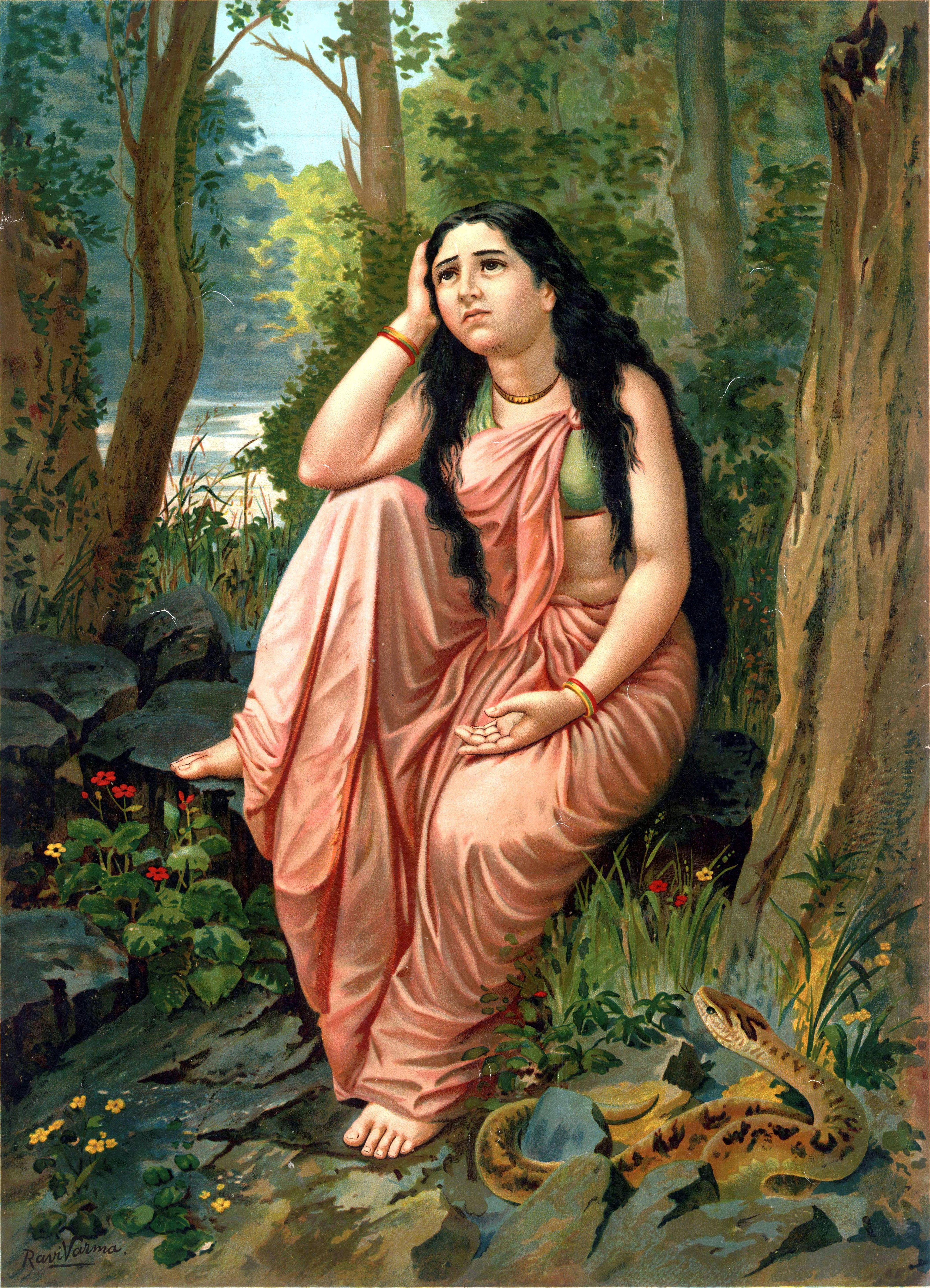
Дамаянті, залишена Налою в лісі на самоті, картина Раві Варми
Возз'єднання Нали і ДамаянтіВозз'єднання Нали і Дамаянті
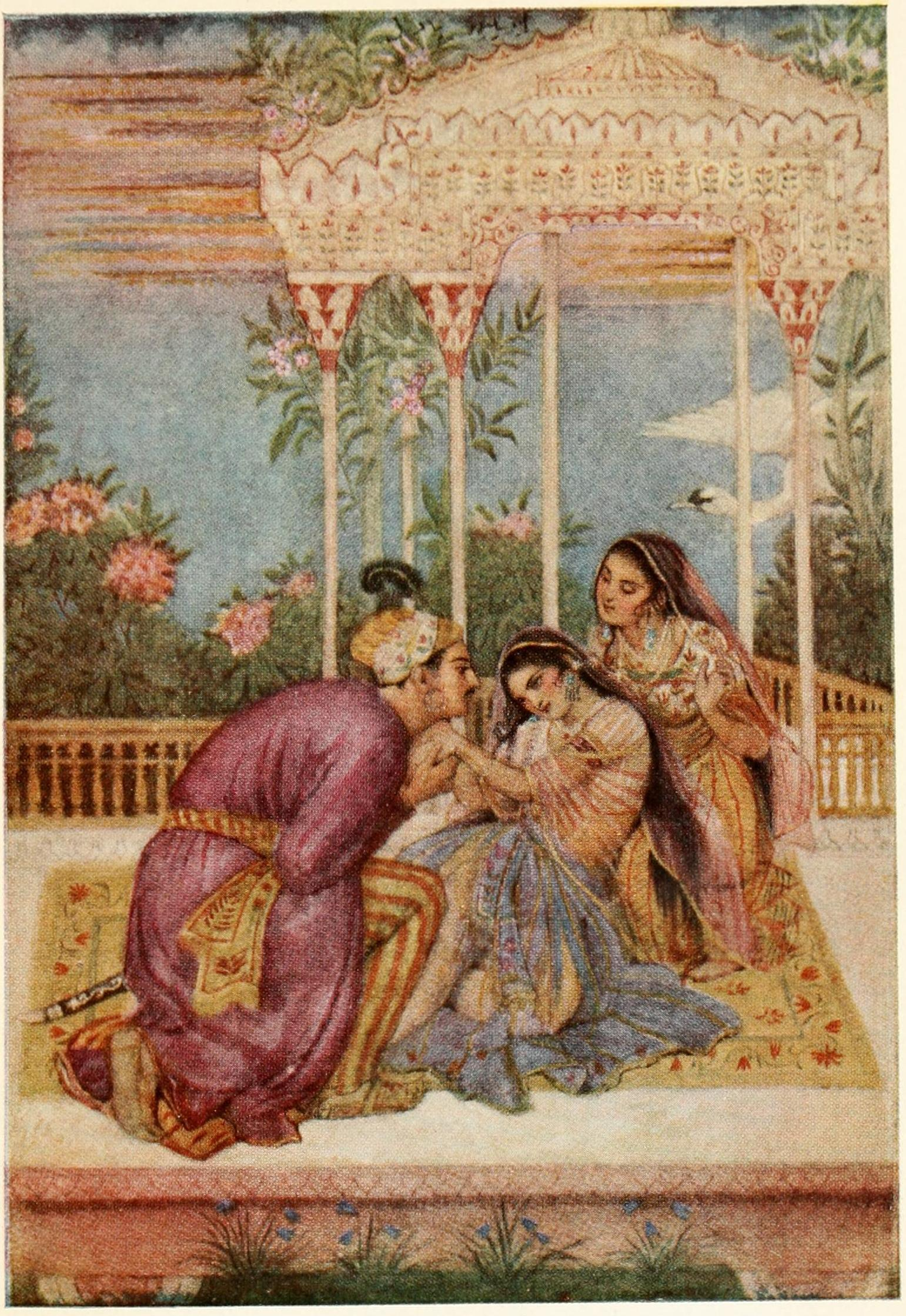
Робота Івлін Пол[en], 1912